# Ziya Yusifzadə
Ziya Məmmədiyyə oğlu Yusifzadə (ur. 15 lutego 1929 w Şəki, zm. 30 września 2015 w Baku) – szef KGB Azerbejdżańskiej SRR (1980-1988).

## Życiorys
1945 skończył szkołę średnią w Zaqatali, a 1952 Moskiewski Państwowy Instytut Pedagogiczny Języków Obcych ze specjalnością pedagog języka angielskiego, po czym pracował w Ministerstwie Oświaty Azerbejdżańskiej SRR. Od 1956 w służbach specjalnych, pracował w wywiadzie, wyjeżdżał służbowo do Turcji, w latach 1972-1976 był szefem Wydziału 2 KGB Azerbejdżańskiej SRR, a 1976-1980 I zastępcą przewodniczącego KGB Azerbejdżańskiej SRR, 1977 mianowany generałem majorem. Od 18 czerwca 1980 do 11 sierpnia 1988 przewodniczący KGB Azerbejdżańskiej SRR, od 1984 generał porucznik, od 1988 szef Wydziału Stosunków Międzynarodowych Rady Ministrów Azerbejdżańskiej SRR, od 1992 na emeryturze.
Odznaczony ponad 40 orderami i medalami ZSRR, Azerbejdżanu i innych państw, m.in. Orderem Flagi Azerbejdżanu (25 marca 2004) i Orderem Sławy (19 lutego 2009).